# 2841 Puijo
2841 Puijo este un asteroid din centura principală, descoperit pe 26 februarie 1943 de Liisi Oterma.